# Динозаврик Урмель
Динозаврик Урмель (другое название Остров Импи; нем. Urmel aus dem Eis) — немецкий компьютерный мультфильм. Мультфильм создан по мотивам книги «Урмель из ледникового периода» Макса Крузе.

## Сюжет
Действие начинается во времена динозавров. Комар после удачной попытки укусить птицу, собирается укусить проходившего мимо динозавра и для укуса комар влетает в ноздрю динозавра, но вылетает при чихе и замерзает. Начинается ледниковый период и динозавр забирает свои яйца, но одно яйцо падает. Вскоре яйцо исчезает под снегом, в конечном итоге замерзает во льду.
Спустя много лет, пароход отламывает от ледника кусок с яйцом динозавра. Этот кусок прибывает на остров Титиву, где живут: королевский пингвин Пинг, варан Монти, китоглав Шу и морской слон Соломон, животные, умеющие разговаривать благодаря профессору Габакука Тибатонга. Вместе они высиживают яйцо, которое освободилось от оков льда и ожидают вылупления. Из яйца появляется неизвестный ранее вид динозавра — Импизавр, который Тибатонг сам и описал. После рождения динозавра, профессор отправляет письмо своему врагу, доктору Зондербургу, о том, что нашёл доказательства существования нового вида динозавров. С этим письмом свергнутый король Пумпонелла 55-й, отправляется в Титиву на охоту за этим динозавром. Обитатели острова приветствуют короля гостеприимно, но при этом пытаются спрятать Импи. Когда Импи попадается на глазах короля, тот начинает погоню за ним. Импи, прячась от короля, встречает Монти, который помогает ему спрятаться в пещере. Возвращаясь к друзьям, Монти случайно выдает королю местонахождение динозавра. В пещере Импи отвлекает короля, разбудив гигантского краба. Король собирается выстрелить в краба, но промахивается и вызывает этим обрушение пещеры. Во время обвала, Импи неоднократно задаёт королю вопрос о том, зачем он решил его убить. Король объясняет это тем, что ему нечего делать после того, как он лишился короны. Когда на помощь прибывают Пинг и Соломон, король объявляет Импи своим другом и больше не собирается его убивать. После того, как они выбрались из пещеры, король показывает Импи остров Титиву видом с воздуха. Когда король возвращается домой, Тибатонг дает ему банку невидимой рыбы.

## Роли озвучивали
| Актёр                | Роль                       |
| -------------------- | -------------------------- |
| Вигальд Бонинг       | профессор Габакук Тибатонг |
| Доминик Редль        | Импи                       |
| Анке Энгельке        | Пэг                        |
| Стефан Краузе        | Пинг                       |
| Франк Шафф           | Монти                      |
| Оливер Похер         | Шу                         |
| Клаус Зонненшайн     | Король Пумпонелла 55-й     |
| Флориан Хальм        | динер короля Сэмми         |
| Вольфганг Вёльц      | Соломон                    |
| Кевин Янотта         | приемный сын профессора    |
| Кристоф Мария Хербст | доктор Зондербург          |